# Die Entführung (Die Enterprise)
Die Entführung (Originaltitel: The Ambergris Element) ist die 13. Episode der ersten Staffel der Science-Fiction-Zeichentrickserie Die Enterprise. Sie wurde in englischer Sprache erstmals am 1. Dezember 1973 bei NBC ausgestrahlt. In Deutschland war sie zum ersten Mal unter dem Titel Das unheimliche Wasser am 9. November 1976 in einer stark geschnittenen und inhaltlich veränderten synchronisierten Fassung im ZDF zu sehen. Eine ungekürzte, originalgetreue Synchronfassung erschien erstmals 1994 auf VHS. Die erste Fernsehausstrahlung dieser Fassung erfolgte am 26. September 2016 auf Tele 5.

## Handlung
Im Jahr 2269 bei Sternzeit 5499.9 untersucht die Enterprise den Planeten Argo, dessen Landmassen durch seismische Störungen fast vollständig im Meer versunken sind. Die Forschungsergebnisse sollen dabei helfen, einen Planeten der Föderation, auf dem ganz ähnliche Bedingungen herrschen, vor dem gleichen Schicksal zu bewahren. Captain Kirk, der erste Offizier Spock, Schiffsarzt McCoy und der Pilot Clayton fliegen mit einem Aquashuttle zur Oberfläche. Dort werden sie plötzlich von einem Seeungeheuer angegriffen. Mit den Phasern des Shuttles wird es betäubt, doch als es näher untersucht werden soll, erwacht es schneller als erwartet und greift das Shuttle erneut an. Dabei werden McCoy und Clayton herausgeschleudert. Kirk und Spock werden mit dem Shuttle in die Tiefe gerissen. McCoy und Clayton werden gerettet, doch erst nach einer fünftägigen Suchaktion werden auch Kirk und Spock wiedergefunden. Sie liegen an Land und leben noch, haben aber Schwierigkeiten zu atmen. McCoy stellt fest, dass ihre Körperfunktionen durch Hormone verändert wurden und sie zu Kiemenatmern geworden sind.
Auf der Krankenstation der Enterprise wird ein Wassertank eingerichtet, in dem Kirk und Spock überleben können. Da sie aber in diesem Zustand nur von geringem Nutzen für das Schiff sind, wollen sie auf den Planeten zurückkehren. Sie vermuten, dass intelligente Wesen für ihre Verwandlung verantwortlich sind, und beabsichtigen, diese zu suchen. Bei einem Tauchgang treffen sie schon bald auf eine Gruppe von Wesen, die sich Aquaner nennen. Sie fordern die beiden zur Umkehr auf und meinen, es wäre genug, dass ihre „Jungen“ ihnen das Leben gerettet hätten. Mehr ist aus ihnen nicht herauszubekommen. Kirk und Spock schwimmen weiter und finden schließlich eine Stadt auf dem Meeresgrund. Sie schleichen sich hinein, werden aber festgenommen und vor ein Tribunal gestellt. Sie werden beschuldigt, Spione der verfeindeten Luftatmer zu sein, und wieder auf die Oberfläche verbannt. Bezüglich ihrer Veränderungen wird ihnen mitgeteilt, dass eine Umkehr nicht möglich sei.
In ein Netz gewickelt werden Kirk und Spock an Land gebracht. Eine Aquarianerin namens Rila, die sich im Tribunal für sie eingesetzt hatte, versucht sie zu befreien und holt schließlich Chefingenieur Scott zu Hilfe, der in einem Boot auf die Rückkehr von Kirk und Spock gewartet hat. Rila erklärt, das Land auf Argo sei nach und nach im Meer versunken. Die Aquaner haben sich daraufhin durch Operationen an ein Leben unter Wasser angepasst. Erst im Laufe der Zeit haben sich diese Veränderungen dann auch vererbt. Die Luftatmer haben die Aquaner verfolgt, weshalb es streng verboten wurde, je wieder an Land zurückzukehren. Es soll aber alte Aufzeichnungen geben, in denen steht, wie die Operationen rückgängig gemacht werden können.
Kirk und Spock tauchen mit Rila zu einer versunkenen Ruinenstätte, in der sich die Aufzeichnungen befinden sollen. Dort greift das Seeungeheuer wieder an. Es wird aber verschüttet, als es zu einem Beben kommt, und die drei können mit den Aufzeichnungen entkommen. Nach einer Übersetzung der Texte erweist sich das Ungeheuer als der Schlüssel zur Rückverwandlung, denn es produziert ein Gift, dass hierfür benötigt wird. Mit der Hilfe von zwei weiteren Aquanern gelingt es, das Wesen einzufangen und das Gift zu extrahieren. Die Rückverwandlung glückt und nun kann sich die Enterprise auf ihre eigentliche Aufgabe konzentrieren und etwas gegen die Beben unternehmen. Die Schiffsphaser werden auf das Epizentrum abgefeuert, das sich dadurch verlagert. Die Beben beschränken sich nun auf die unbewohnte Nordpolarregion. Ein weiterer Effekt ist, dass die alte Ruinenstätte wieder über den Meeresspiegel gehoben wird. Die Aquaner beschließen, dass sie dort ihre alte, landbewohnende Kultur wieder aufbauen wollen. Vorreiter dabei sollen die jungen Mitglieder ihres Volks sein.

## Besonderheiten
Für einige Schwimmszenen wurde Material aus der Zeichentrickserie Aquaman – Herrscher über die sieben Weltmeere wiederverwendet und nur die Figuren gegen Kirk und Spock ausgetauscht.

## Produktion

### Drehbuch
Die Folge wurde von Margaret Armen geschrieben, die bereits drei Drehbücher für die Vorgängerserie Raumschiff Enterprise und das Drehbuch für die Folge Das Lorelei-Signal von Die Enterprise verfasst hatte.

### Sprecher und Figuren
Die Nebenfiguren Lieutenant Hikaru Sulu, Lieutenant Uhura und Schwester Christine Chapel treten in dieser Folge zwar auf, haben aber keinen Text.

## Adaptionen
Alan Dean Foster schrieb eine Textfassung von Die Entführung, die auf Englisch erstmals 1975 in der Geschichtensammlung Star Trek Log 5 erschien. Die deutsche Übersetzung erschien 1993.